# Single rider
Une file d'attente single rider (pouvant être traduit en français par "passager seul") existe dans certaines attractions des parcs de loisirs dans le but d'optimiser l'occupation des véhicules et ainsi de diminuer le temps d'attente. Les personnes empruntant cette file d'attente particulière sont invitées à s'asseoir sur les places laissées vides par les passagers de la file d'attente classique. Les véhicules sont ainsi remplis au maximum et le nombre de personnes embarquant en un certain temps est augmenté ce qui fait généralement diminuer le temps d'attente de la file d'attente classique.

## Fonctionnement

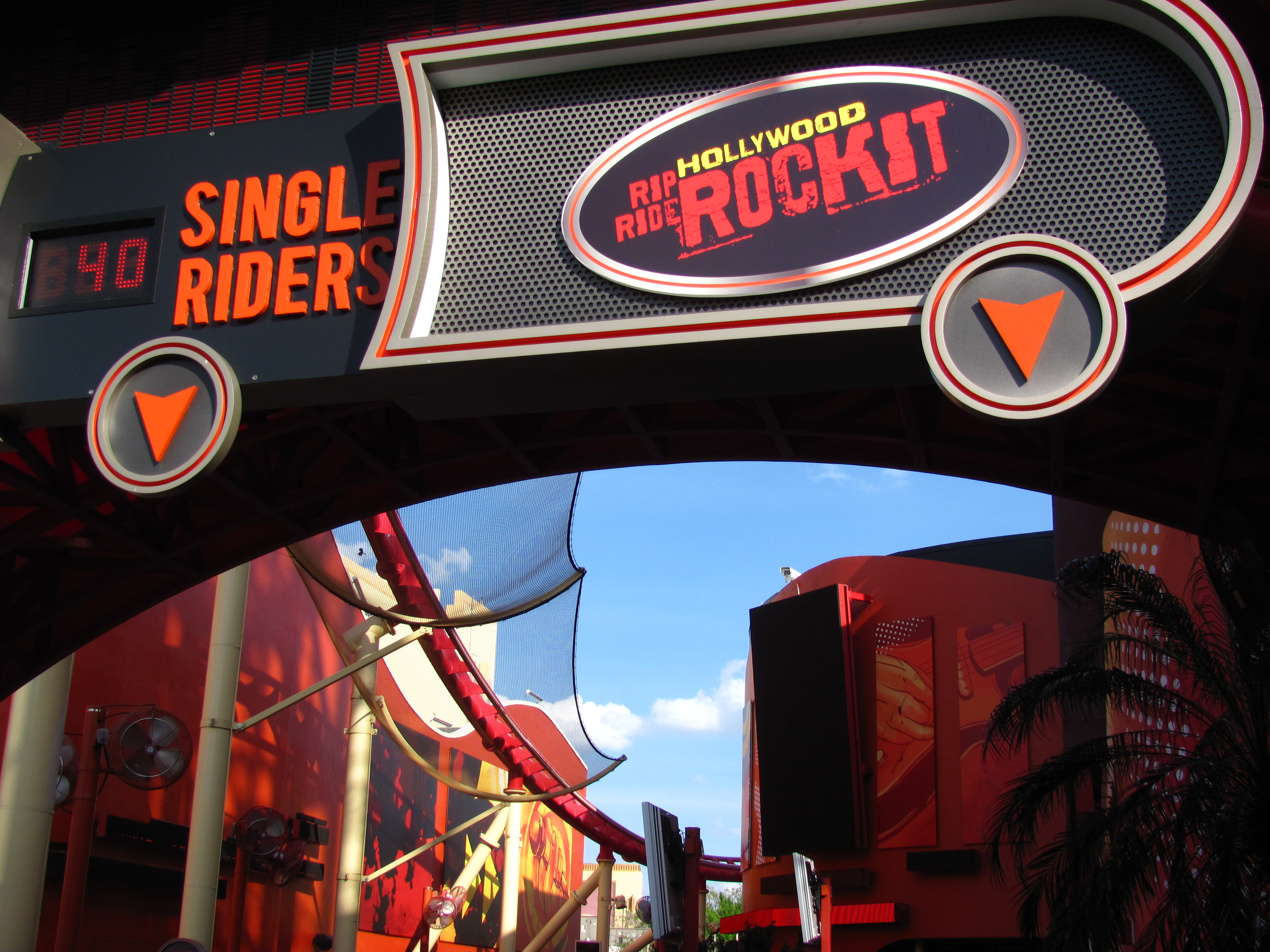
Entrée de Hollywood Rip Ride Rockit à Universal Studios Florida présentant la file d'attente single rider et la file d'attente classique.

Le plus souvent, les passagers souhaitant utiliser la file d'attente single rider entrent par une entrée différente de celle de la file d'attente classique de l'attraction.
Une personne chargée de l'accueil des passagers seuls se trouve à proximité de la zone d'embarquement. Après que les passagers se sont tous installés, cette personne attribue à chaque personne seule une place restée vide dans le véhicule, s'il y en a. Cela entraîne l'un des inconvénients de ce type de service car les passagers l'utilisant n'ont pas le choix de leur place dans le train, donc si quelqu'un souhaite par exemple être assis au premier rang à bord de montagnes russes, il est préférable d'utiliser la file d'attente classique.
Dans certains parcs, les groupes sont autorisés à emprunter cette file d'attente spéciale, mais les chances qu'ils trouvent des places vides les unes à côté des autres en embarquant sont très faibles. Ils peuvent également ne pas embarquer dans le même véhicule.

## Inconvénients
- Les passagers ne choisissent pas leur place dans le véhicule.
- Ce type de file d'attente n'est pas toujours disponible surtout quand le temps d'attente de la file classique est faible.
- L'aménagement d'une telle file d'attente nécessite des coûts supplémentaires et de l'espace pour les parcs d'attractions.
- Leur utilisation nécessite la mobilisation d'un ou plusieurs membres du personnel du parc d'attractions[4] et donc des frais supplémentaires.
- Le temps d'embarquement en gare peut-être augmenté car il est nécessaire d'attendre que tous les passagers se soient installés pour voir les places vides disponibles dans le véhicule, puis les passagers seuls doivent avoir le temps de s'installer.
- Dans certains parcs d'attractions dans lesquels le système est récent, certains passagers ont du mal à comprendre son fonctionnement[5].